# Ekstraklasa kobiet w tenisie stołowym (2016/2017)
Ekstraklasa kobiet w tenisie stołowym 2016/2017 – 69. edycja rozgrywek pierwszego poziomu ligowego kobiet w Polsce. Brało w niej udział 10 drużyn.
Triumfatorem rozgrywek został KTS Enea Siarka Tarnobrzeg, który w meczach finałowych pokonał Bebetto AZS AJD Częstochowa. Brązowe medale zdobyły drużyny KU AZS UE Wrocław i SKTS Sochaczew.

## System rozgrywek
Rozgrywki prowadzone były z udziałem 10 drużyn i były podzielone na dwie fazy: zasadniczą i play-off.
Faza zasadnicza składa się z dwóch rund. Pierwsza runda rozgrywana jest systemem każdy z każdym. W drugiej rundzie gospodarzami spotkań w drugiej rundzie są drużyny, które w pierwszej rundzie w meczu pomiędzy tymi samymi drużynami grały na wyjazdach. Za zwycięstwo drużyny otrzymują 2 punkty, zaś za porażkę nie otrzymują punktów.
Do fazy play-off awansują 4 drużyny. W półfinałach zostaną rozegrane dwumecze. Pary zostaną ustalone na podstawie tabeli po rundzie zasadniczej (1-4, 2-3). Gospodarzami pierwszego meczu będą drużyny z niższego miejsc. Zwycięzcy półfinałów awansują do finału, gdzie zostanie rozegrany dwumecz, a gospodarzem pierwszego meczu będzie drużyna z niższego miejsca po fazie zasadniczej. Drużyna, która wygra finał otrzyma tytuł Drużynowego Mistrza Polski kobiet, puchar i złote medale, a zespół pokonany w finale otrzyma puchar i srebrne medale. Drużyny, które odpadły w półfinałach, otrzymają brązowe medale. Do 1. ligi spadną dwie ostatnie drużyny po fazie zasadniczej.
Każdy mecz składa się z 3-5 gier rozgrywanych kolejno na jednym stole. Mecz kończy się wraz z uzyskaniem przez jedną drużyn trzech zwycięstw. Układ gier w meczu.
| 1. gra | 2. gra | 3. gra | 4. gra | 5. gra |
| ------ | ------ | ------ | ------ | ------ |
| A–X    | B–Y    | C–Z    | A–Y    | B–X    |

## Kluby
| Klub                        | Sezon 2015/2016 |
| --------------------------- | --------------- |
| AZS UMCS Optima Lublin      | 7. miejsce      |
| Bebetto AZS AJD Częstochowa | 8. miejsce      |
| Bronowianka Kraków          | 9. miejsce      |
| GLKS Scania Nadarzyn        | Półfinał        |
| KU AZS UE Wrocław           | 6. miejsce      |
| MKS Jedynka Łódź            | Awans z 1. ligi |
| KTS Siarka-ZOT Tarnobrzeg   | Mistrz          |
| Polmlek Lidzbark Warmiński  | Półfinał        |
| SKTS Sochaczew              | Półfinał        |
| UKS Chrobry Międzyzdroje    | Awans z 1. ligi |

## Faza zasadnicza
| Poz. | Drużyna                     | M  | Z  | P  | Pojedynki | Punkty |
| ---- | --------------------------- | -- | -- | -- | --------- | ------ |
| 1.   | KTS Siarka-ZOT Tarnobrzeg   | 18 | 18 | 0  | 54:5      | 36     |
| 2.   | KU AZS UE Wrocław           | 18 | 14 | 4  | 45:25     | 28     |
| 3.   | Bebetto AZS AJD Częstochowa | 18 | 12 | 6  | 41:24     | 24     |
| 4.   | SKTS Sochaczew              | 18 | 12 | 6  | 43:23     | 24     |
| 5.   | GLKS Scania Nadarzyn        | 18 | 12 | 6  | 42:25     | 24     |
| 6.   | Polmlek Lidzbark Warmiński  | 18 | 10 | 8  | 37:29     | 20     |
| 7.   | Bronowianka Kraków          | 18 | 6  | 12 | 20:44     | 12     |
| 8.   | AZS UMCS Optima Lublin      | 18 | 3  | 15 | 20:49     | 6      |
| 9.   | MKS Jedynka Łódź            | 18 | 2  | 16 | 15:50     | 4      |
| 10.  | UKS Chrobry Międzyzdroje    | 18 | 1  | 17 | 10:53     | 2      |

|     | CZĘ | KRA | LDW | LUB | ŁÓD | MIĘ | NAD | SOC | TAR | WRO |
| CZĘ | –   | 3:0 | 3:0 | 3:0 | 3:0 | 3:0 | 3:0 | 3:2 | 1:3 | 1:3 |
| KRA | 0:3 | –   | 0:3 | 3:1 | 3:1 | 3:2 | 0:3 | 0:3 | 0:3 | 0:3 |
| LDW | 3:0 | 3:0 | –   | 3:1 | 3:0 | 3:0 | 1:3 | 1:3 | 0:3 | 3:1 |
| LUB | 1:3 | 2:3 | 2:3 | –   | 3:2 | 3:1 | 1:3 | 0:3 | 0:3 | 1:3 |
| ŁÓD | 2:3 | 1:3 | 0:3 | 3:1 | –   | 3:1 | 1:3 | 0:3 | 0:3 | 0:3 |
| MIĘ | 0:3 | 1:3 | 1:3 | 1:3 | 3:2 | –   | 0:3 | 0:3 | 0:3 | 0:3 |
| NAD | 1:3 | 3:0 | 3:2 | 3:0 | 3:0 | 3:0 | –   | 3:1 | 0:3 | 3:1 |
| SOC | 3:1 | 3:0 | 3:1 | 3:0 | 3:0 | 3:0 | 3:2 | –   | 0:3 | 2:3 |
| TAR | 3:0 | 3:1 | 3:1 | 3:0 | 3:0 | 3:0 | 3:1 | 3:0 | –   | 3:0 |
| WRO | 3:2 | 3:1 | 3:1 | 3:1 | 3:0 | 3:0 | 3:2 | 3:2 | 1:3 | –   |

## Play-off
|  | Półfinały | Półfinały                   | Półfinały | Półfinały |  |  | Finał | Finał                       | Finał | Finał |
|  |           |                             |           |           |  |  |       |                             |       |       |
|  | 1         | KTS Siarka-ZOT Tarnobrzeg   | 3         | 3         |  |  |       |                             |       |       |
|  | 4         | SKTS Sochaczew              | 0         | 1         |  |  |       |                             |       |       |
|  |           |                             |           |           |  |  | 1     | KTS SPAR Zamek Tarnobrzeg   | 3     | 3     |
|  |           |                             |           |           |  |  | 2     | Bebetto AZS AJD Częstochowa | 0     | 0     |
|  | 2         | KU AZS UE Wrocław           | 0         | 0         |  |  |       |                             |       |       |
|  | 3         | Bebetto AZS AJD Częstochowa | 3         | 3         |  |  |       |                             |       |       |

### Półfinały
| Gospodarze                  | Wynik       | Goście                      |
| 1. półfinał                 | 1. półfinał | 1. półfinał                 |
| --------------------------- | ----------- | --------------------------- |
| SKTS Sochaczew              | 1:3         | KTS Siarka-ZOT Tarnobrzeg   |
| KTS Siarka-ZOT Tarnobrzeg   | 3:0         | SKTS Sochaczew              |
| 2. półfinał                 |             |                             |
| Bebetto AZS AJD Częstochowa | 3:2         | KU AZS UE Wrocław           |
| KU AZS UE Wrocław           | 1:3         | Bebetto AZS AJD Częstochowa |

### Finał
| Gospodarze                       | Wynik                            | Goście                           |
| 1. mecz, 28 kwietnia 2017, 18:00 | 1. mecz, 28 kwietnia 2017, 18:00 | 1. mecz, 28 kwietnia 2017, 18:00 |
| -------------------------------- | -------------------------------- | -------------------------------- |
| Bebetto AZS AJD Częstochowa      | 0:3                              | KTS Siarka-ZOT Tarnobrzeg        |
| 2. mecz, 29 kwietnia 2017, 18:00 |                                  |                                  |
| KTS Siarka-ZOT Tarnobrzeg        | 3:0                              | Bebetto AZS AJD Częstochowa      |

## Medaliści
| Lp. | Drużyna                     |
| --- | --------------------------- |
| 1.  | KTS Siarka-ZOT Tarnobrzeg   |
| 2.  | Bebetto AZS AJD Częstochowa |
| 3.  | KU AZS UE Wrocław           |
| 3.  | SKTS Sochaczew              |